# Райс, Генрих
Генрих Райс (англ. Heinrich Ries; 30 апреля 1871, Бруклин, Нью-Йорк — 11 апреля 1951, Итака, Нью-Йорк) — американский геолог, специалист по полезным ископаемым, в основном глинам, президент Геологического общества Америки в 1929 году.

## Биография
Родился в Бруклине, Нью-Йорк.
Получил образование в Колумбийском университете и в Университете Берлина.
Работал главным образом в Корнеллском университете, сначала в качестве преподавателя (1898—1902), доцента (1902—1905), профессора и руководителя геологического факультета (с 1915).
Профессор Райс сделал многочисленные публикации о глине, опубликованные Геологической службой США и Канадской геологической службой.
Райс был президентом Геологического общества Америки в 1929 году.
В СССР был известен публикацией в 1932 году книги: «Глины, их залегание, свойства и применение», тиражом 7 000 экземпляров.

## Семья
Его первая жена Милли Тиммерман Райс умерла в 1942 году.
Он снова женился в 1948 году, но его вторая жена, Аделина Хэлси Грегг Райс, умерла в начале 1950 года.
У него было два сына, профессор Виктор Х. Рейс из Университета штата Огайо и профессор Дональд Т. Райс из Государственного университета штата Иллинойс.